# Колюбакин, Александр Михайлович
Алекса́ндр Миха́йлович Колюба́кин (2 сентября 1868, Тюлькино, Тверская губерния — 21 января 1915, близ Варшавы, Польша) — российский политический деятель. Член III Государственной думы от Санкт-Петербурга. Генеральный секретарь Верховного совета Великого востока народов России.

## Биография
Потомственный дворянин из древнего рода Колюбакиных. Отец — Михаил Александрович, отставной лейтенант флота, землевладелец Весьегонского уезда Тверской губернии.

### Образование и военная служба
Окончил Второй кадетский корпус и Константиновское военное училище (1889), откуда был выпущен подпоручиком в пехоту. В 1890 году был зачислен в лейб-гвардии Измайловский полк, в 1893 — произведен в поручики. В 1894 году поступал в Александровскую военно-юридическую академию, но не был принят из-за сочинения, написанного в либеральном духе. В том же году был уволен в запас.

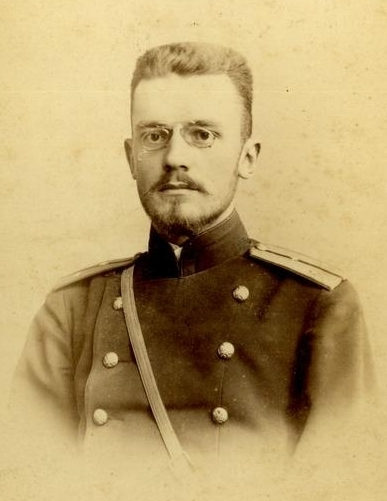
Поручик лейб-гвардии Измайловского полка.

### Земский деятель
Вернулся в Весьегонский уезд, где некоторое время служил земским начальником 2-го участка, избирался гласным Тверского губернского земства. В 1897 году — член Новгородской губернской земской управы. С ноября 1897 года — председатель Устюженской уездной земской управы, реформировал налогообложение, организовал летние курсы для учителей. Был сторонником расширения прав органов местного самоуправления и реформы земского представительства: предлагал проводить земские выборы не по имущественному, а по территориальному принципу. В 1903 году избран председателем Новгородской губернской земской управы, но не утверждён в должности министром внутренних дел.

### Либеральный политик
Был активным членом Союза освобождения и Союза земцев-конституционалистов. В январе 1905 года вновь избран председателем Новгородской губернской земской управы. В том же году стал одним из основателей Конституционно-демократической партии (Партии народной свободы). С 1905-го — член ЦК партии, с 1906-го также вошёл в состав её секретариата. Совершил ряд поездок по стране, в ходе которых создавались местные партийные отделения.
В феврале 1906 года был отстранён правительством от должности председателя губернской земской управы из-за обвинений в продаже революционной литературы, которые не подтвердились. Тогда был привлечён к уголовной ответственности за резкое выступление на митинге в Саратове в августе 1906 года. Пока шло следствие, был избран членом III Государственной Думы от Петербурга, входил в состав продовольственной комиссии и комиссии по исполнению государственной росписи. Депутатская деятельность Колюбакина прервалась в 1908-м, когда он был приговорён к 6 месяцам тюремного заключения за свою речь в Саратове (наказание отбывал в петербургской тюрьме «Кресты»), правооктябристское большинство Думы лишило его неприкосновенности. В 1909 году был официально признан выбывшим из состава Думы.
Продолжил работу в кадетской партии, с 1909 года — секретарь комитета партийной фракции в Думе, с 1910-го — председатель Петербургского городского комитета партии. Считался одним из видных представителей левого течения среди кадетов, сторонником сближении с социалистами. Участвовал в работе Вольного экономического общества.

### Масонская деятельность
Один из видных деятелей российского т. н. политического масонства. В 1907 году — член-основатель ложи «Полярная звезда» ВВФ, в Петербурге. В 1910 году был в числе основателей Верховного совета Великого востока народов России, с 1912 был его генеральным секретарём (с 1913 до отъезда на фронт — генеральным секретарём). В 1910 году — член-основатель ложи «Гальперна» в составе Великого Востока народов России. Был членом ложи «Роз», объединявшей масонов — членов Государственной думы и тоже входившей в состав Великого востока народов России. Видел в масонстве возможность для объединения усилий различных оппозиционных политических сил.

### Гибель
В начале Первой мировой войны не подлежал мобилизации как политически неблагонадёжный. Подал прошение на Высочайшее имя о направлении в действующую армию, которое было удовлетворено (пока прошение рассматривалось, руководил отделом экономических мероприятий в комиссии Вольного экономического общества для помощи жертвам войны).
С ноября 1914 года служил в чине штабс-капитана в 11-м Сибирском стрелковом полку, входившем в 3-ю Сибирскую стрелковую дивизию. 21 января 1915 поднял свою роту в атаку в ночном бою у местечка Воля Шидловска под Жирардувом близ Варшавы. Батальонный командир подполковник Бискупов вскоре был ранен и передал через своего ординарца приказание штабс-капитану Колюбакину принять командование батальоном. Уже командуя батальоном, Колюбакин был ранен довольно сильно в руку, но не отправился на перевязочный пункт, на что имел право, и, не перевязав даже раны, стремительно и мужественно шел в атаку, увлекал за собой редевшие ряды своей и остальных рот батальона под пулеметным огнем противника, дошел до окопов немцев, выбил неприятеля из них и двинулся дальше, но был убит наповал пулей.
Тело Колюбакина было найдено его дочерью Ниной, служившей в то время сестрой милосердия на Западном фронте на территории Польши, и доставлено в Россию. Был похоронен в семейном склепе села Пятницкое Весьегонского уезда Тверской губернии, неподалёку от своего родового имения — сельца Тюлькино, могила не сохранилась.

## Семья

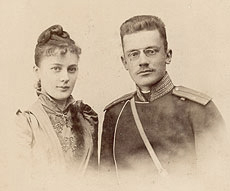
Александр и его жена Елена Гирс.

- Жена (c 1891 года) — Елена Александровна, урождённая Гирс (1864—25 января 1942[6]), дочь Александра Александровича Гирса (1827—1896[7]) и Елены Ильиничны, урождённой Веселаго[8].
  - Дочь — Нина (1892—1979), замужем за Н. В. Афанасовым (1903—1941) врач-онколог, в лагерях (1938—1952), автор воспоминаний[6][8].
  - Сын — Михаил (1894—1938)[8], репрессирован,  арестован 22 марта 1938, обвинён по ст. 58-2, 58-6, 58-8, 58-11, 58-10 ч. 1,  9 октября 1938 приговорён выездной сессией ВК ВС СССР в г. Вологду к расстрелу, реабилитирован 8 марта 1958[9].
  - Дочь — Тамара (1898—1969), замужем за Г. А. Вороновым (1895—1938)[8].
  - Дочь — Елена (1900—1933), замужем за Леонидом Будаковым (ум. 1937)[8].

## Сочинения
- Речь А.М. Колюбакина по вопросу о признании его выбывшим из Думы на заседании 27 апреля // Третья Государственная дума. Фракция народной свободы в период 15 октября 1908 года — 2 июня 1909 года. СПб., 1909;
- О необходимости участия женщин в земском самоуправлении. Пг, 1915.